# 愛媛県道153号落合久万線
愛媛県道153号落合久万線（えひめけんどう153ごう おちあいくません）は、愛媛県西条市から上浮穴郡久万高原町に至る一般県道である。

## 概要
西条市丹原町鞍瀬から上浮穴郡久万高原町下野尻に至る。

### 路線データ
- 起点：西条市丹原町鞍瀬（落合橋交差点、国道11号交点）
- 終点：上浮穴郡久万高原町下野尻（国道33号）
- 未開通区間：西条市丹原町明河 - 上浮穴郡久万高原町笠方

## 路線状況

### 重複区間
- 国道494号（上浮穴郡久万高原町笠方）
- 愛媛県道341号直瀬渋草線（上浮穴郡久万高原町前組）
- 愛媛県道210号美川川内線（上浮穴郡久万高原町直瀬）
- 愛媛県道12号西条久万線（上浮穴郡久万高原町下畑野川）
- 愛媛県道209号美川松山線（上浮穴郡久万高原町下畑野川 - 上浮穴郡久万高原町菅生）

## 地理

### 通過する自治体
- 愛媛県
  - 西条市 - 上浮穴郡久万高原町

### 交差する道路
| 交差する道路                                                             | 市町村名 | 市町村名   | 交差する場所 | 交差する場所        |
| ------------------------------------------------------------------------ | -------- | ---------- | ------------ | ------------------- |
| 国道11号                                                                 | 西条市   | 西条市     | 丹原町鞍瀬   | 落合橋交差点 / 起点 |
| 未供用区間                                                               |          |            |              |                     |
| 国道494号 重複区間起点                                                   | 上浮穴郡 | 久万高原町 | 笠方         |                     |
| 国道494号 重複区間終点                                                   | 上浮穴郡 | 久万高原町 | 笠方         |                     |
| 愛媛県道341号直瀬渋草線 重複区間起点                                     | 上浮穴郡 | 久万高原町 | 前組         |                     |
| 愛媛県道341号直瀬渋草線 重複区間終点                                     | 上浮穴郡 | 久万高原町 | 前組         |                     |
| 愛媛県道210号美川川内線 重複区間起点                                     | 上浮穴郡 | 久万高原町 | 直瀬         |                     |
| 愛媛県道210号美川川内線 重複区間終点                                     | 上浮穴郡 | 久万高原町 | 直瀬         |                     |
| 愛媛県道12号西条久万線 重複区間起点                                      | 上浮穴郡 | 久万高原町 | 下畑野川     |                     |
| 愛媛県道12号西条久万線 重複区間終点 愛媛県道209号美川松山線 重複区間起点 | 上浮穴郡 | 久万高原町 | 下畑野川     |                     |
| 愛媛県道209号美川松山線 重複区間終点                                     | 上浮穴郡 | 久万高原町 | 菅生         |                     |
| 国道33号 国道440号 重複                                                  | 上浮穴郡 | 久万高原町 | 下野尻       | 終点                |

### 沿線
- 桜樹郵便局
- 明河キャンプ場
- 鞍瀬渓谷
- 面河ダム